# Campionati del mondo di atletica leggera 2015 - Salto triplo maschile
La gara del salto triplo maschile si è svolta il 26 e 27 agosto 2015.

## Podio
| Pos.    | Atleta               | Nazionalità | Misura  |
| ------- | -------------------- | ----------- | ------- |
| Oro     | Christian Taylor     | Stati Uniti | 18,21 m |
| Argento | Pedro Pablo Pichardo | Cuba        | 17,73 m |
| Bronzo  | Nelson Évora         | Portogallo  | 17,52 m |

## Situazione pre-gara

### Record
Prima di questa competizione, il record del mondo (RM) e il record dei campionati (RC) erano i seguenti.
| Record                | Prestazione | Atleta                         | Data                           | Competizione              |
| --------------------- | ----------- | ------------------------------ | ------------------------------ | ------------------------- |
| Record mondiale       | 18,29 m     | Jonathan Edwards Gran Bretagna | 7 agosto 1995 Göteborg, Svezia | Campionati del mondo 1995 |
| Record dei campionati | 18,29 m     | Jonathan Edwards Gran Bretagna | 7 agosto 1995 Göteborg, Svezia | Campionati del mondo 1995 |

### Campioni in carica
I campioni in carica, a livello mondiale e olimpico, erano:
| Campione | Atleta                       | Prestazione | Data                              | Competizione               |
| -------- | ---------------------------- | ----------- | --------------------------------- | -------------------------- |
| Olimpico | Christian Taylor Stati Uniti | 17,81 m     | 9 agosto 2012 Londra, Regno Unito | Giochi della XXX Olimpiade |
| Mondiale | Teddy Tamgho Francia         | 18,04 m     | 18 agosto 2013 Mosca, Russia      | Campionati del mondo 2013  |

### La stagione
Prima di questa gara, gli atleti con le migliori tre prestazioni dell'anno erano:
| Pos. | Atleta                       | Prestazione | Data                               |
| ---- | ---------------------------- | ----------- | ---------------------------------- |
| 1    | Pedro Pablo Pichardo Cuba    | 18,0'8 m    | 28 maggio 2015 L'Avana, Cuba       |
| 2    | Christian Taylor Stati Uniti | 18,06 m     | 9 luglio 2015 Losanna, Svizzera    |
| 3    | Omar Craddock Stati Uniti    | 17,53 m     | 28 giugno 2015 Eugene, Stati Uniti |

## Risultati

### Qualificazioni
17,00 m (Q) o le migliori 12 misure (q) avanzano alla finale.
| Pos | Gruppo | Atleta                 | Nazionalità   | 1ª prova | 2ª prova | 3ª prova | Risultato | Note |
| --- | ------ | ---------------------- | ------------- | -------- | -------- | -------- | --------- | ---- |
| 1   | A      | Pedro Pablo Pichardo   | Cuba          | 16.94    | x        | 17.43    | 17.43     | Q    |
| 2   | B      | Christian Taylor       | Stati Uniti   | 16.77    | 17.28    |          | 17.28     | Q    |
| 3   | A      | Marian Oprea           | Romania       | 17.07    |          |          | 17.07     | Q,   |
| 4   | A      | Omar Craddock          | Stati Uniti   | 16.69    | 17.01    |          | 17.01     | Q    |
| 5   | B      | Nelson Évora           | Portogallo    | x        | 16.68    | 17.01    | 17.01     | Q    |
| 6   | A      | Dmitriy Sorokin        | Russia        | 16.99    | x        | –        | 16.99     | q    |
| 7   | B      | Lyukman Adams          | Russia        | x        | 16.85    | 16.50    | 16.85     | q    |
| 8   | B      | Benjamin Compaoré      | Francia       | x        | x        | 16.82    | 16.82     | q    |
| 9   | A      | Jonathan Drack         | Mauritius     | 16.79    | 13.28    | x        | 16.79     | q    |
| 10  | B      | Godfrey Khotso Mokoena | Sudafrica     | 16.78    | x        | 16.78    | 16.78     | q    |
| 11  | A      | Tosin Oke              | Nigeria       | x        | 14.70    | 16.74    | 16.74     | q    |
| 12  | B      | Leevan Sands           | Bahamas       | 16.60    | 16.69    | 16.73    | 16.73     | q    |
| 13  | B      | Marquis Dendy          | Stati Uniti   | 14.36    | 16.73    | 16.32    | 16.73     |      |
| 14  | A      | Kim Deok-hyeon         | Corea del Sud | 16.57    | 16.57    | 16.72    | 16.72     |      |
| 15  | A      | Cao Shuo               | Cina          | 16.66    | 16.66    | 16.51    | 16.66     |      |
| 16  | A      | Georgi Tsonov          | Bulgaria      | x        | x        | 16.59    | 16.59     |      |
| 17  | B      | Rumen Dimitrov         | Bulgaria      | x        | 16.53    | 16.19    | 16.53     |      |
| 18  | B      | Dong Bin               | Cina          | 16.44    | x        | x        | 16.44     |      |
| 19  | A      | Will Claye             | Stati Uniti   | x        | 15.73    | 16.41    | 16.41     |      |
| 20  | B      | Pablo Torrijos         | Spagna        | 15.85    | 15.73    | 16.32    | 16.32     |      |
| 21  | B      | Yordanis Duranona      | Dominica      | x        | 16.12    | 16.27    | 16.27     |      |
| 22  | A      | Samyr Lainé            | Haiti         | 16.23    | 16.15    | 16.12    | 16.23     |      |
| 23  | A      | Latario Collie-Minns   | Bahamas       | 16.10    | x        | 16.21    | 16.21     |      |
| 24  | A      | Xu Xiaolong            | Cina          | 15.97    | 16.19    | x        | 16.19     |      |
| 25  | B      | Roman Valiyev          | Kazakistan    | x        | x        | 16.04    | 16.04     |      |
| 26  | A      | Jean-Cassimiro Rosa    | Brasile       | 15.97    | x        | 15.75    | 15.97     |      |
| 27  | B      | Muhd Hakimi Ismail     | Malaysia      | 15.72    | 15.93    | x        | 15.93     |      |
|     | B      | Fabrice Zango Hugues   | Burkina Faso  | x        | x        | x        | nm        |      |

### Finale
| Pos     | Atleta                 | Nazionalità | 1ª prova | 2ª prova | 3ª prova | 4ª prova | 5ª prova | 6ª prova | Risultato | Note                                     |
| ------- | ---------------------- | ----------- | -------- | -------- | -------- | -------- | -------- | -------- | --------- | ---------------------------------------- |
| Oro     | Christian Taylor       | Stati Uniti | 16.85    | 17.49    | 17.60    | 17.68    | 17.22    | 18.21    | 18.21     | ,                                        |
| Argento | Pedro Pablo Pichardo   | Cuba        | 17.52    | 17.44    | 17.60    | 17.33    | 17.52    | 17.73    | 17.73     |                                          |
|         | Nelson Évora           | Portogallo  | 17.28    | x        | 17.29    | x        | x        | 17.52    | 17.52     | Miglior prestazione personale stagionale |
| 4       | Omar Craddock          | Stati Uniti | 17.14    | 17.08    | x        | 17.14    | 17.37    | 16.50    | 17.37     |                                          |
| 5       | Lyukman Adams          | Russia      | x        | 17.12    | 17.28    | x        | 17.21    | 17.23    | 17.28     |                                          |
| 6       | Marian Oprea           | Romania     | 17.06    | 16.23    | –        | –        | –        | x        | 17.06     |                                          |
| 7       | Dmitriy Sorokin        | Russia      | 16.99    | 16.38    | x        | x        | x        | x        | 16.99     |                                          |
| 8       | Tosin Oke              | Nigeria     | 16.77    | x        | 16.81    | x        | x        | x        | 16.81     |                                          |
| 9       | Godfrey Khotso Mokoena | Sudafrica   | 16.57    | 16.76    | 16.81    |          |          |          | 16.81     |                                          |
| 10      | Leevan Sands           | Bahamas     | 16.68    | x        | 16.47    |          |          |          | 16.68     |                                          |
| 11      | Jonathan Drack         | Mauritius   | x        | 16.15    | 16.64    |          |          |          | 16.64     |                                          |
| 12      | Benjamin Compaoré      | Francia     | x        | x        | 16.63    |          |          |          | 16.63     |                                          |